# José María Figueres
José María Figueres Olsen (ur. 24 grudnia 1954 w San José) – kostarykański polityk i przedsiębiorca, przywódca socjaldemokratycznej Partii Wyzwolenia Narodowego (PLN), minister rolnictwa w latach 1988-1990 oraz prezydent kraju w okresie 1994-1998. Syn Jose Figueresa Ferrera (także prezydenta).
Został wybrany w wyborach 6 lutego 1994 zdobywając 49,6% i pokonując Miguela Ángela Rodrígueza z konserwatywno-liberalnej PUSC (47,6%). Sprawował urząd od 8 maja 1994 do 8 maja 1998 jako najmłodszy przywódca państwa w historii Kostaryki. Zapowiedział reformę systemu opieki zdrowotnej i szkolnictwa oraz spowolnienie procesu prywatyzacji państwowych przedsiębiorstw (banki, ubezpieczenia, zaopatrzenie w energię i paliwa, który zainicjował rząd PUSC.